# Klink Motor Car Manufacturing Company
Klink Motor Car Manufacturing Company war ein US-amerikanischer Hersteller von Automobilen.

## Unternehmensgeschichte
John F. Klink und Charles Day gründeten das Unternehmen im März 1907. Der Sitz war in Dansville im US-Staat New York, wobei unklar ist, ob es Dansville im Livingston County oder Dansville im Steuben County war. Harvey Toms war ebenfalls im Unternehmen tätig. Im Mai 1907 begann die Produktion von Automobilen. Der Markenname lautete Klink. Im Oktober 1907 wurden drei Fahrzeuge auf der New York Automobile Show präsentiert.
Im Juli 1909 verließ Day das Unternehmen. Am 25. September 1909 schloss Klink das Werk. 1910 versuchte er noch, aus vorhandenen Teilen zwei Fahrzeuge fertigzustellen, was jedoch nicht gelang. 1910 wurde das Unternehmen aufgelöst.
Insgesamt entstanden etwa 20 Fahrzeuge. Die beiden letzten Fahrzeuge von 1910, die nie komplettiert wurden, landeten 1934 auf dem Schrottplatz.

## Fahrzeuge
Die Fahrzeuge hatte Motoren von der Continental Motors Company. Zunächst waren es Vierzylindermotoren und später Sechszylindermotoren. Die Getriebe und Hinterachsen kamen von Brown-Lipe und die Karosserien aus Buffalo.
1907 gab es nur das Model 30. Der Vierzylindermotor leistete 30 PS. Das Fahrgestell hatte 274 cm Radstand. Zur Wahl standen Tourenwagen mit fünf Sitzen und Roadster mit vier Sitzen.
1908 erhielt dieses Modell einen längeren Radstand von 284 cm. Das Model 40 ergänzte das Sortiment. Es hatte einen Vierzylindermotor mit 40 PS Leistung. Der Radstand betrug 305 cm. Der offene Tourenwagen bot Platz für sieben Personen.
1909 wurde beim Model 30 der Radstand auf 279 cm gekürzt. Der Roadster hatte nur noch drei Sitze. Der Tourenwagen blieb unverändert fünfsitzig. Neu war das Model 35 mit einem Sechszylindermotor und 35 PS Leistung. Der Radstand maß 302 cm. Die Aufbauten waren Roadster mit vier Sitzen und Tourenwagen mit fünf Sitzen.
1910 gab es nur noch das Model 35 als fünfsitzigen Tourenwagen.

## Bergrennen
1908 errang ein Fahrzeug bei einem Bergrennen in Hornell den dritten Platz unter 25 Teilnehmern.

## Modellübersicht
| Jahr | Modell   | Zylinder | Leistung (PS) | Radstand (cm) | Aufbau                                  |
| ---- | -------- | -------- | ------------- | ------------- | --------------------------------------- |
| 1907 | Model 30 | 4        | 30            | 274           | Tourenwagen 5-sitzig, Roadster 4-sitzig |
| 1908 | Model 30 | 4        | 30            | 284           | Tourenwagen 5-sitzig, Roadster 4-sitzig |
| 1908 | Model 40 | 4        | 40            | 305           | Tourenwagen 7-sitzig                    |
| 1909 | Model 30 | 4        | 30            | 279           | Tourenwagen 5-sitzig, Roadster 3-sitzig |
| 1909 | Model 35 | 6        | 35            | 302           | Roadster 4-sitzig, Tourenwagen 5-sitzig |
| 1910 | Model 35 | 6        | 35            | 302           | Tourenwagen 5-sitzig                    |